# キーサイト・テクノロジー
キーサイト・テクノロジー（英: Keysight Technologies）は米国に本拠を置く電気・電子計測機器メーカー。
ヒューレット・パッカード(Hewlett-Packard Company)の祖業である電気・電子計測機器の製造、販売が発祥である。
その後事業分離によりアジレント・テクノロジーを経て、現在に至る。

## 概要
アメリカ合衆国カリフォルニア州サンタローザに本拠を置き、電子計測機器の開発・製造・販売・サポートを行う。同業では世界最大規模である。日本法人は営業を担当するキーサイト・テクノロジー株式会社と、開発・製造を担当するキーサイト・テクノロジー・インターナショナル合同会社の2社が東京都八王子市高倉町に本社を置く。
2014年8月にアジレント・テクノロジーの電気・電子計測機器事業が事業分離され、キーサイト・テクノロジーとして新たに出発した。

## 沿革
- 1939年 - アメリカ合衆国カリフォルニア州パロアルトで、ウィリアム・ヒューレットとデビッド・パッカードによって、ヒューレット・パッカードが計測機器メーカとして創業した。創業の地であるカリフォルニア州パロアルト市アディソン通り367番地のガレージは、現在では「シリコンバレー発祥の地」と呼ばれている。最初の主要顧客は、ウォルト・ディズニー・スタジオで、ディズニーが映画「ファンタジア」で採用する音響システムの開発、テスト用としてオーディオ発信機「HP200B」を8台購入したという記録が残っている。
- 1943年 - 海軍研究所向けモデルA信号発生器とレーダー妨害装置を開発し、マイクロ波の分野に参入。マイクロ波テストの完全な製品ラインナップが揃い、信号発生器のリーディングカンパニーとして台頭
- 1963年 - 横河電機株式会社と、ヒューレット・パッカード社で初の合弁会社となる横河・ヒューレット・パッカードを日本で設立。
- 1995年 - 日本法人の社名を、日本ヒューレット・パッカード株式会社に変更。
- 1999年 - ヒューレット・パッカード社からの会社分割によりアジレント・テクノロジー設立。コンピュータ、プリンタ以外の全部門（計測機器、化学分析機器、医療機器、電子部品）の移管を受ける。
- 2000年 - ヒューレット・パッカードが株式を売却し、完全に独立する。
- 2001年 - 医療機器部門をフィリップスに売却。
- 2005年 - 電子部品部門をアバゴ・テクノロジーとして分離。
- 2006年 - 半導体テスト部門をベリジー・リミテッド（英語版）として分離。
- 2009年 - Varian, Incを15億米ドルで買収する事を発表。
- 2013年 - 2014年にライフサイエンス事業を営むアジレント・テクノロジー社と電子計測機器事業を営むキーサイト・テクノロジーに事業を分割することを発表。
- 2014年 - 電子計測機器事業はキーサイト・テクノロジーとなる。
- 2015年 - Anite社を買収、統合。ソフトウェア層を対象とする新たなソリューションを用いた無線設計／検証ツールのサプライヤとしてのポジションを強化
- 2016年 - Signadyne社を買収、統合。FPGAベースの新しいPXIデジタイザーと任意波形発生器をポートフォリオに組み入れる。
- 2017年 - Ixia社を買収、統合。ソフトウェアソリューションの拡張が加速され、プロトコル層2から7までの通信開発ライフサイクルに対応。
- 2017年 - ScienLabを買収、統合。自動車および産業分野のより高出力eMobility システム用の新しいテストソリューションをポートフォリオに組み入れる。
- 2018年 - 日本法人をキーサイト・テクノロジー合同会社からキーサイト・テクノロジー株式会社に組織変更。
- 2020年 - Eggplant社を買収、統合。
- 2021年 - Sanjore社を買収、統合。

## 主な製品
- オシロスコープ
- 標準信号発生器
- 周波数カウンタ
- デジタル・マルチメータ
- スペクトラムアナライザ
- ネットワークアナライザ
- 高周波シミュレータ
- パワーメータ
- ロジックアナライザ
- プロトコル・アナライザ
- 基地局シミュレータ
- 無線機テスタ
- DC電源
- オーディオアナライザ
- バッテリーテスタ